# 7 novembre 1980
Le vendredi 7 novembre 1980 est le 312e jour de l'année 1980.

## Naissances
- Élisa Houdry, sportive de haut niveau et pilote de parapente
- Adam Campbell, acteur britannique
- Caitlin Compton, fondeuse américaine
- Chaïne Staelens, volleyeuse néerlandaise
- Clémentine Domptail, actrice française
- Gervasio Deferr, gymnaste espagnol
- Irina Abysova, triathlète russe
- Khadija Stibchar, actrice néerlandaise d'origine marocaine
- Kim Willoughby, joueur de volley-ball américain
- Laryea Kingston, footballeur ghanéen
- Luciana Salazar, actrice, mannequin et chanteuse argentine
- Michael Owen, joueur de rugby
- Sergio Bernardo Almirón, footballeur argentin
- Shannon Bahrke, skieuse acrobatique américaine
- Silvia Berger, skieuse autrichienne
- Tatsuya Furuhashi, joueur de football japonais
- Tore Sagen, humoriste et acteur norvégien

## Décès
- Adrienne Thomas (née le 24 juin 1897), écrivaine allemande
- Emilio Cigoli (né le 18 novembre 1909), acteur italien
- Frank Duff (né le 7 juin 1889), écrivain irlandais
- Lionel Black (né le 25 mars 1910), écrivain britannique de roman policier et de roman d'espionnage
- Robert des Rotours (né le 19 juillet 1891), sinologue français

- Steve McQueen (né le 24 mars 1930), acteur et producteur américain aussi pilote automobile et pilote de moto

## Événements
- Sortie de l'album Eagles Live
- Sortie du film Shining